# Lista jocurilor video Kirby
Această listă conține o enumerare a jocurilor video Kirby.
| Titlu                          | Sistem            | Data lansării      | Japonia | Statele Unite ale Americii | Uniunea Europeană |
| ------------------------------ | ----------------- | ------------------ | ------- | -------------------------- | ----------------- |
| Kirby's Dream Land             | Game Boy          | 27 aprilie 1992    | DA      | DA                         | DA                |
| Kirby's Adventure              | NES               | 1 mai 1993         | DA      | DA                         | DA                |
| Kirby's Pinball Land           | Game Boy          | 27 noiembrie 1993  | DA      | DA                         | NU                |
| Kirby's Dream Course           | Super NES         | 21 septembrie 1994 | DA      | DA                         | DA                |
| Kirby's Avalanche              | Super NES         | 1 februarie 1995   | NU      | DA                         | DA                |
| Kirby's Dream Land 2           | Game Boy          | 21 martie 1995     | DA      | DA                         | NU                |
| Kirby's Block Ball             | Game Boy          | 1996               | DA      | DA                         | NU                |
| Kirby Super Star               | Super NES         | 1996               | DA      | DA                         | DA                |
| Kirby's Star Stacker           | Game Boy          | 1997               | NU      | DA                         | NU                |
| Kirby's Dream Land 3           | Super NES         | 1997               | DA      | DA                         | NU                |
| Kirby no Kirakira Kizzu        | Super NES         | 1998               | DA      | NU                         | NU                |
| Kirby 64: The Crystal Shards   | Nintendo 64       | 2000               | DA      | DA                         | DA                |
| Kirby Tilt 'n' Tumble          | Game Boy Color    | 2001               | DA      | DA                         | NU                |
| Kirby: Nightmare in Dream Land | Game Boy Advance  | 2002               | DA      | DA                         | NU                |
| Kirby Air Ride                 | Nintendo GameCube | 2003               | DA      | DA                         | DA                |
| Kirby & the Amazing Mirror     | Game Boy Advance  | 2004               | DA      | DA                         | DA                |
| Kirby: Canvas Curse            | Nintendo DS       | 2005               | DA      | DA                         | DA                |
| Kirby: Squeak Squad            | Nintendo DS       | 2006               | DA      | DA                         | DA                |
| Kirby's Epic Yarn              | Wii               | 2010               | DA      | DA                         | DA                |
| Kirby Mass Attack              | Nintendo DS       | 2011               | DA      | DA                         | DA                |
| Kirby's Return to Dreamland    | Wii               | 2011               | DA      | DA                         | DA                |
| Kirby's Dream Collection       | Wii               | 2012               | DA      | DA                         | NU                |
| Kirby: Triple Deluxe           | Nintendo 3DS      | 2014               | DA      | DA                         | DA                |
| Kirby and the Rainbow Curse    | Wii U             | 2015               | DA      | DA                         | DA                |
| Kirby: Planet Robobot          | Nintendo 3DS      | 2016               | DA      | DA                         | DA                |